# Ernesto de la Guardia (musicólogo)
Ernesto de la Guardia (1885 - 1958), fue un musicólogo y autor nacido en España. Migró a la Argentina en 1915, cuando contaba 29 años. Escribió las obras Historia de la música desde la Antigua Grecia hasta fines del siglo XVIII, Los maestros cantores y Las sonatas de Beethoven. Fue colaborador de la Revista Ritmo, en la que publicó numerosas crónicas sobre la música en Argentina.
Falleció en 1958 a los 73 años. 